# Balthazar Huydecoper
Balthazar Huydecoper, född 10 april 1695 i Amsterdam, död där 23 september 1778, var en nederländsk ämbetsman, filolog och skald. 
Huydecoper var amtman på ön Texel och sedermera domare i Amsterdam. Hans förnämsta filologiska arbeten är hans anmärkningar till Joost van den Vondels översättning av Ovidius Metamorfoser (1730; ny upplaga i fyra band 1782–91) och hans upplaga av Melis Stokes rimkrönika med förklaringar (1772), den första kritiska upplagan av en fornnederländsk författare. Han utgav även en metrisk översättning av Horatius satirer (1737) och några skådespel. Hans Gedichte utkom 1788.